# فرودگاه استیم‌بوت اسپرینگز
فرودگاه استیم‌بوت اسپرینگز (به انگلیسی: Steamboat Springs Airport) (به زبان بومی: Bob Adams Field) یک فرودگاه همگانی با کد یاتا SBS است . این فرودگاه در کشور ایالات متحده آمریکا قرار دارد و در ارتفاع ۲۰۹۶ متری از سطح دریا واقع شده است.